# Xiaomi Mi Band 6
Xiaomi Mi Smart Band 6 – smartband, inteligentna opaska chińskiego producenta Xiaomi. Premiera odbyła się w Chinach 29 marca 2021 roku. Opaska jest dostępna od 2 kwietnia 2021 roku w Chinach. Jest wyposażona w 1,56-calowy, wyświetlacz pojemnościowy typu AMOLED o rozdzielczości 152 × 486 pikseli, całodobowy monitor pracy serca i czujnik S p02. Ma również wariant NFC.

## Parametry techniczne
- Wyświetlacz: 1,56 cala; AMOLED; dotykowy
- Głębia koloru: 16 bitów
- Jasność wyświetlacza: 450 nitów
- Rozdzielczość: 152x486 pikseli (bez ramek)
- Przyciski: Pojedynczy przycisk dotykowy (wybudzenie, cofnięcie)
- Łączność: Bluetooth v5.0 BLE; NFC (w modelu XMSH11HM)
- Masa: 11,9 g (XMSH10HM) lub 12,1 g (w wersji z NFC – XMSH11HM)
- RAM: 512 KB
- ROM: 16 MB
- Akumulator: LiPo, 125 mAh (do 14 dni działania)
- Czujniki: 3 kierunkowy akcelerometr, 3-kierunkowy żyroskop, pulsometr (monitor pracy serca – PPG) SpO2, odpornościowy czujnik zbliżeniowy, Wodoodporność: 50 metrów do 30 min w wodzie słodkiej, 5 atmosfer
- Zgodność: Współpracuje z systemem Android 5.0 (lub nowszym) oraz z iOS (iPhone)
- GPS: Brak
- Kompatybilność z silikonowym etui z poprzednią generacją (Xiaomi Mi Band 5)